# Fearless (album van Taylor Swift)
Fearless is het tweede muziekalbum van de Amerikaanse zangeres Taylor Swift. Het album kwam uit op 11 november 2008. Het album debuteerde op nummer 1 in de Billboard 200. In de eerste week werden er 592.304 exemplaren van verkocht. Daarmee was dit album in 2008 het best verkochte album in de eerste week voor een vrouwelijke artiest. Daarnaast is Fearless het meest beprezen album in de geschiedenis van de countrymuziek. Het won verschillende prijzen voor countrymuziek en de Grammy Award voor Album of the Year.
In april 2021 bracht Swift een heropname van Fearless uit onder de naam Fearless (Taylor's Version). Dit deed zij naar aanleiding van haar conflict over de masterrechten van het originele album met haar voormalige platenlabel Big Machine. Het album bevat naast heropnames zes nieuwe nummers die Swift schreef tijdens het maken van Fearless. Fearless (Taylor's Version) is de eerste heropname van Swifts eerste zes albums die werd uitgebracht.

## Achtergrond
Na het uitbrengen van haar debuutalbum Taylor Swift tourde Swift met verschillende country artiesten. Tijdens deze tour schreef ze verschillende nummers. Daarnaast had ze nog een aantal nummers liggen die ze eerder geschreven had. In een interview in juli 2007 zei ze dat ze maar liefst 75 nummers had geschreven die mogelijk op haar nieuwe album konden komen. Samen met producer Nathan Chapman bracht Swift het aantal nummers terug tot dertien, haar geluksnummer, voor haar tweede album.
Swift beschreef Fearless als een voortzetting van haar debuutalbum. Ze benoemde ook dat hoewel ze een country artiest was, de onderwerpen en de melodieën op Fearless ook bij popmuziek pasten.
Fearless werd niet overal tegelijk uitgegeven. In de Verenigde Staten kwam het album op 11 november 2008 uit. In Australië werd het album vier dagen later op 15 november uitgebracht. Ten slotte kwam Fearless pas in maart 2009 in Europa uit.

## Promotie

### Singles
De eerste single van Fearless was "Love Story" en werd uitgegeven in september 2008. Met deze single behaalde Swift een vierde plek in de Billboard Hot 100. Dit was hoger dan de singles van haar debuutalbum en was Swifts eerste hit in de top vijf. Ook in  Nederland deed "Love Story" het goed. Het was de eerste single van Swift die grootschalige aandacht ontving en die werd verkozen tot Alarmschijf in Nederland. In de Nederlandse Top 40 bereikte "Love Story" een 23ste plek. In de Vlaanderen werd "Love Story" getipt als single.
In december 2008 kwam de tweede single van Fearless uit: "White Horse". Deze single deed het goed op country radio, maar bereikte geen hitlijsten in Nederland en België. Wel ontving Swift twee Grammy Awards voor "White Horse", namelijk voor Best Female Country Vocal Performance en Best Country Song. De derde single van Fearless was "You Belong With Me". Met dit nummer behaalde Swift haar tweede notering in de top vijf van de Billboard Hot 100, namelijk een tweede plaats. Ook in Canada en Australië bereikte de single de top vijf. In Nederland en Vlaanderen werd "You Belong With Me" slechts getipt. De videoclip van "You Belong With Me", waarin Swift een verlegen meisje speelt dat smacht naar een jongen die haar niet ziet staan, won de MTV Video Music Award voor beste video door een vrouwelijke artiest. Tijdens de uitreiking van deze prijs onderbrak Kanye West Swifts speech. Het incident kreeg grootschalige aandacht in de media.
De vierde en vijfde single van Fearless waren "Fifteen" en de titletrack "Fearless". Deze singles hadden een klein succes in de Verenigde Staten, maar daarbuiten niet. In Vlaanderen en Nederland bereikte beide singles ook geen hitlijsten.

### Tour
Ter promotie van Fearless begon Swift in 2009 aan haar eerste echte tour. Met deze Fearless Tour bezocht ze met name verschillende steden in de Verenigde Staten. De tour deed echter ook het Verenigd Koninkrijk, Canada, Japan en Australië aan. De tour bestond uit 110 optredens, waarvan de laatste in juni 2010 plaats vond. In totaal bracht de tour ruim 63 miljoen dollar op.

## Ontvangst
Fearless werd vrij positief ontvangen. Volgens Metacritic, een website die albums een score van 0 tot 100 toekent op basis van alle (professionele) recensies, werd het album veertien keer gerecenseerd en kreeg het een gemiddelde score van 73. Met name Amerikaanse media waren positief over het album. Verschillende recensenten complimenteerden Swifts schrijfkunsten. Ondanks dat Swift slechts achttien was toen Fearless uit kwam, vonden recensenten van zowel Billboard als AllMusic dat Swift volwassen schreef en dat haar liedjes toegankelijk zijn voor een breed publiek. Tegelijkertijd vonden recensenten van The Boston Globe en The Washington Post dat Swift haar jeugdigheid goed uitbuit en een overtuigendere tiener is dan eerder tienersterren zoals Britney Spears en Christina Anguilera. Rolling Stone schreef dat Swifts talent voor het schrijven van liedjes en de persoonlijke verhalen die ze er mee vertelde Fearless zo goed maakten.
Hoewel Fearless vaak wordt gezien als een countryalbum merkten verschillende recensenten op dat het album ook een sterk popgeluid heeft. AllMusic schreef zelfs dat het album beter onder de popmuziek geschaard kan worden dan onder de countrymuziek.
Daarnaast waren er niet alleen positieve geluiden over het album. Zo begreep de recensent van de Britse krant The Guardian niet waar zijn Amerikaanse collega's zo enthousiast over waren. Hij vond Swifts teksten niet van een bijster hoog niveau en vond haar nummers niet bijzonder innovatief in vergelijking met andere artiesten van die tijd. Ook The Washington Post vond niet veel nieuwe dingen op Fearless en vond veel nummers op elkaar lijken. Hoewel AllMusic positief was over de nummers, vond hun recensent Swifts stem nog jong klinken.
Fearless wordt door muziekkenners beschouwd als een belangrijk moment in Swifts carrière. Volgens The New Yorker was het album één van Swifts eerste stappen van simpele countryzangeres naar wereldwijde superster. Ook zijn op Fearless de eerste aanwijzingen te zien van de schrijfstijl die Swift later zou kenmerken, namelijk persoonlijke verhalen beschrijven met veel details. Swift zelf lijkt Fearless ook als een belangrijk moment in haar carrière beschouwen. Fearless was namelijk het eerste album dat ze opnieuw opnam om zelf de masterrechten in handen te krijgen.

### Verkoop
Fearless verkocht in de VS ruim een half miljoen exemplaren in de eerste week. Daarmee debuteerde het album boven aan de Billboard 200. Het album stond uiteindelijk elf weken (niet op elkaar volgend) op de eerste plek in deze hitlijst en was daarmee het album met de meesten weken op één in de jaren '00. In oktober 2020 waren er 7,21 miljoen exemplaren van Fearless verkocht in de VS. Daarmee was het Swifts best verkochte album in de VS.
Buiten de VS was Fearless het album waar Swift in verschillende landen mee doorbrak. Hoewel Swifts debuutalbum wel in de hitlijsten van het Verenigd Koninkrijk en Canada had gestaan, was dit slechts op respectievelijk de 81ste en 14e plek. Fearless bereikte in beide landen de eerste plek van de hitlijst. In andere landen had Swift nog nooit in de albumhitlijsten gestaan, maar werd Fearless een groot succes. In Australië, Nieuw-Zeeland en Noorwegen maakte Swift haar debuut in de top vijf van de albumhitlijsten. Ook in Nederland en Vlaanderen was Fearless Swifts debuut in de hitlijsten. In Vlaanderen bereikte het album de 52ste plek en in Nederland de 43ste plek. Eind 2017, negen jaar na het uitbrengen van het album, waren er 12 miljoen exemplaren van Fearless wereldwijd verkocht. Het is daardoor een van de best verkochte albums van de 21ste eeuw.

### Prijzen
Fearless is het countryalbum met de meeste prijzen in de geschiedenis. Het album won verschillende prijzen voor countryalbums, waaronder de prijs voor Album of the Year bij de Country Music Association (CMA) Awards en de Academy of Country Music (ACM) Awards en de prijs voor het beste countryalbum bij de American Music Awards. Daarnaast won Fearless een Grammy voor het beste countryalbum en voor Album of the Year. Swift was destijds de jongste artiest die ooit Album of the Year won. Later werd dit record verbroken door Billie Eilish. Swift was daarnaast de eerste artiest die zowel de Grammy's voor Album of the Year en het beste countryalbum als de prijzen voor Album of the Year bij de CMA Awards en de ACM Awards voor hetzelfde album won.

## Tracklist
Standaardeditie

| 1.                 | Fearless                     | Taylor Swift, Liz Rose, Hillary Lindsey | Nathan Chapman, Swift | 4:02 |
| 2.                 | Fifteen                      | Swift                                   | Chapman, Swift        | 4:55 |
| 3.                 | Love Story                   | Swift                                   | Chapman, Swift        | 3:56 |
| 4.                 | Hey Stephen                  | Swift                                   | Chapman, Swift        | 4:16 |
| 5.                 | White Horse                  | Swift, Rose                             | Chapman, Swift        | 3:55 |
| 6.                 | You Belong with Me           | Swift, Rose                             | Chapman, Swift        | 3:52 |
| 7.                 | Breathe (met Colbie Caillat) | Swift, Caillat                          | Chapman, Swift        | 4:24 |
| 8.                 | Tell Me Why                  | Swift, Rose                             | Chapman, Swift        | 3:21 |
| 9.                 | You're Not Sorry             | Swift                                   | Chapman, Swift        | 4:23 |
| 10.                | The Way I Loved You          | Swift, John Rich                        | Chapman, Swift        | 4:05 |
| 11.                | Forever & Always             | Swift                                   | Chapman, Swift        | 3:46 |
| 12.                | The Best Day                 | Swift                                   | Chapman, Swift        | 4:06 |
| 13.                | Change                       | Swift                                   | Chapman, Swift        | 4:40 |
| Totale duur: 53:41 |                              |                                         |                       |      |

Platinum editie

| 1.                 | Jump then Fall                   | Swift                                                | Chapman, Swift | 3:56 |
| 2.                 | Untouchable                      | Swift, Cary Barlowe, Nathan Barlowe, Tommy Lee James | Chapman, Swift | 5:11 |
| 3.                 | Forever & Always (Piano Version) | Swift                                                | Chapman, Swift | 4:27 |
| 4.                 | Come in With the Rain            | Swift, Rose                                          | Chapman, Swift | 3:58 |
| 5.                 | Superstar                        | Swift, Rose                                          | Chapman, Swift | 4:21 |
| 6.                 | The Other Side of the Door       | Swift                                                | Chapman, Swift | 3:57 |
| 7.                 | Fearless                         | Taylor Swift, Rose, Lindsey                          | Chapman, Swift | 4:02 |
| 8.                 | Fifteen                          | Swift                                                | Chapman, Swift | 4:55 |
| 9.                 | Love Story                       | Swift                                                | Chapman, Swift | 3:56 |
| 10.                | Hey Stephen                      | Swift                                                | Chapman, Swift | 4:16 |
| 11.                | White Horse                      | Swift, Rose                                          | Chapman, Swift | 3:55 |
| 12.                | You Belong with Me               | Swift, Rose                                          | Chapman, Swift | 3:52 |
| 13.                | Breathe (met Colbie Caillat)     | Swift, Caillat                                       | Chapman, Swift | 4:24 |
| 14.                | Tell Me Why                      | Swift, Rose                                          | Chapman, Swift | 3:21 |
| 15.                | You're Not Sorry                 | Swift                                                | Chapman, Swift | 4:23 |
| 16.                | The Way I Loved You              | Swift, Rich                                          | Chapman, Swift | 4:05 |
| 17.                | Forever & Always                 | Swift                                                | Chapman, Swift | 3:46 |
| 18.                | The Best Day                     | Swift                                                | Chapman, Swift | 4:06 |
| 19.                | Change                           | Swift                                                | Chapman, Swift | 4:40 |
| Totale duur: 79:19 |                                  |                                                      |                |      |

## Hitnoteringen

### NederlandseAlbum Top 100
| Hitnotering: (Week 1 t/m 10) 14-03-2009 t/m 16-05-2009 Hitnotering: (Week 11) 11-07-2009 Hitnotering: (Week 12) 22-08-2009 | Hitnotering: (Week 1 t/m 10) 14-03-2009 t/m 16-05-2009 Hitnotering: (Week 11) 11-07-2009 Hitnotering: (Week 12) 22-08-2009 | Hitnotering: (Week 1 t/m 10) 14-03-2009 t/m 16-05-2009 Hitnotering: (Week 11) 11-07-2009 Hitnotering: (Week 12) 22-08-2009 | Hitnotering: (Week 1 t/m 10) 14-03-2009 t/m 16-05-2009 Hitnotering: (Week 11) 11-07-2009 Hitnotering: (Week 12) 22-08-2009 | Hitnotering: (Week 1 t/m 10) 14-03-2009 t/m 16-05-2009 Hitnotering: (Week 11) 11-07-2009 Hitnotering: (Week 12) 22-08-2009 | Hitnotering: (Week 1 t/m 10) 14-03-2009 t/m 16-05-2009 Hitnotering: (Week 11) 11-07-2009 Hitnotering: (Week 12) 22-08-2009 | Hitnotering: (Week 1 t/m 10) 14-03-2009 t/m 16-05-2009 Hitnotering: (Week 11) 11-07-2009 Hitnotering: (Week 12) 22-08-2009 | Hitnotering: (Week 1 t/m 10) 14-03-2009 t/m 16-05-2009 Hitnotering: (Week 11) 11-07-2009 Hitnotering: (Week 12) 22-08-2009 | Hitnotering: (Week 1 t/m 10) 14-03-2009 t/m 16-05-2009 Hitnotering: (Week 11) 11-07-2009 Hitnotering: (Week 12) 22-08-2009 | Hitnotering: (Week 1 t/m 10) 14-03-2009 t/m 16-05-2009 Hitnotering: (Week 11) 11-07-2009 Hitnotering: (Week 12) 22-08-2009 | Hitnotering: (Week 1 t/m 10) 14-03-2009 t/m 16-05-2009 Hitnotering: (Week 11) 11-07-2009 Hitnotering: (Week 12) 22-08-2009 | Hitnotering: (Week 1 t/m 10) 14-03-2009 t/m 16-05-2009 Hitnotering: (Week 11) 11-07-2009 Hitnotering: (Week 12) 22-08-2009 | Hitnotering: (Week 1 t/m 10) 14-03-2009 t/m 16-05-2009 Hitnotering: (Week 11) 11-07-2009 Hitnotering: (Week 12) 22-08-2009 | Hitnotering: (Week 1 t/m 10) 14-03-2009 t/m 16-05-2009 Hitnotering: (Week 11) 11-07-2009 Hitnotering: (Week 12) 22-08-2009 | Hitnotering: (Week 1 t/m 10) 14-03-2009 t/m 16-05-2009 Hitnotering: (Week 11) 11-07-2009 Hitnotering: (Week 12) 22-08-2009 | Hitnotering: (Week 1 t/m 10) 14-03-2009 t/m 16-05-2009 Hitnotering: (Week 11) 11-07-2009 Hitnotering: (Week 12) 22-08-2009 |
| Week: | 1 | 2 | 3 | 4 | 5 | 6 | 7 | 8 | 9 | 10 | | 11 | | 12 | |
| --- | --- | --- | --- | --- | --- | --- | --- | --- | --- | --- | --- | --- | --- | --- | --- |
| Positie: | 43 | 63 | 71 | 71 | 90 | 67 | 70 | 93 | 73 | 94 | uit | 97 | uit | 86 | uit |

### VlaamseUltratop 200 Albums
| Hitnotering: (Week 1 t/m 7) 14-03-2009 t/m 25-04-2009 Hitnotering: (Week 8) 09-05-2009 Hitnotering: (Week 9) 23-05-2009 Hitnotering: (Week 10) 26-12-2009 Hitnotering: (Week 11) 23-01-2010 Hitnotering: (Week 12 t/m 15) 13-02-2010 t/m 06-03-2010 Hitnotering: (Week 16 t/m 19) 10-04-2010 t/m 01-05-2010 | Hitnotering: (Week 1 t/m 7) 14-03-2009 t/m 25-04-2009 Hitnotering: (Week 8) 09-05-2009 Hitnotering: (Week 9) 23-05-2009 Hitnotering: (Week 10) 26-12-2009 Hitnotering: (Week 11) 23-01-2010 Hitnotering: (Week 12 t/m 15) 13-02-2010 t/m 06-03-2010 Hitnotering: (Week 16 t/m 19) 10-04-2010 t/m 01-05-2010 | Hitnotering: (Week 1 t/m 7) 14-03-2009 t/m 25-04-2009 Hitnotering: (Week 8) 09-05-2009 Hitnotering: (Week 9) 23-05-2009 Hitnotering: (Week 10) 26-12-2009 Hitnotering: (Week 11) 23-01-2010 Hitnotering: (Week 12 t/m 15) 13-02-2010 t/m 06-03-2010 Hitnotering: (Week 16 t/m 19) 10-04-2010 t/m 01-05-2010 | Hitnotering: (Week 1 t/m 7) 14-03-2009 t/m 25-04-2009 Hitnotering: (Week 8) 09-05-2009 Hitnotering: (Week 9) 23-05-2009 Hitnotering: (Week 10) 26-12-2009 Hitnotering: (Week 11) 23-01-2010 Hitnotering: (Week 12 t/m 15) 13-02-2010 t/m 06-03-2010 Hitnotering: (Week 16 t/m 19) 10-04-2010 t/m 01-05-2010 | Hitnotering: (Week 1 t/m 7) 14-03-2009 t/m 25-04-2009 Hitnotering: (Week 8) 09-05-2009 Hitnotering: (Week 9) 23-05-2009 Hitnotering: (Week 10) 26-12-2009 Hitnotering: (Week 11) 23-01-2010 Hitnotering: (Week 12 t/m 15) 13-02-2010 t/m 06-03-2010 Hitnotering: (Week 16 t/m 19) 10-04-2010 t/m 01-05-2010 | Hitnotering: (Week 1 t/m 7) 14-03-2009 t/m 25-04-2009 Hitnotering: (Week 8) 09-05-2009 Hitnotering: (Week 9) 23-05-2009 Hitnotering: (Week 10) 26-12-2009 Hitnotering: (Week 11) 23-01-2010 Hitnotering: (Week 12 t/m 15) 13-02-2010 t/m 06-03-2010 Hitnotering: (Week 16 t/m 19) 10-04-2010 t/m 01-05-2010 | Hitnotering: (Week 1 t/m 7) 14-03-2009 t/m 25-04-2009 Hitnotering: (Week 8) 09-05-2009 Hitnotering: (Week 9) 23-05-2009 Hitnotering: (Week 10) 26-12-2009 Hitnotering: (Week 11) 23-01-2010 Hitnotering: (Week 12 t/m 15) 13-02-2010 t/m 06-03-2010 Hitnotering: (Week 16 t/m 19) 10-04-2010 t/m 01-05-2010 | Hitnotering: (Week 1 t/m 7) 14-03-2009 t/m 25-04-2009 Hitnotering: (Week 8) 09-05-2009 Hitnotering: (Week 9) 23-05-2009 Hitnotering: (Week 10) 26-12-2009 Hitnotering: (Week 11) 23-01-2010 Hitnotering: (Week 12 t/m 15) 13-02-2010 t/m 06-03-2010 Hitnotering: (Week 16 t/m 19) 10-04-2010 t/m 01-05-2010 | Hitnotering: (Week 1 t/m 7) 14-03-2009 t/m 25-04-2009 Hitnotering: (Week 8) 09-05-2009 Hitnotering: (Week 9) 23-05-2009 Hitnotering: (Week 10) 26-12-2009 Hitnotering: (Week 11) 23-01-2010 Hitnotering: (Week 12 t/m 15) 13-02-2010 t/m 06-03-2010 Hitnotering: (Week 16 t/m 19) 10-04-2010 t/m 01-05-2010 | Hitnotering: (Week 1 t/m 7) 14-03-2009 t/m 25-04-2009 Hitnotering: (Week 8) 09-05-2009 Hitnotering: (Week 9) 23-05-2009 Hitnotering: (Week 10) 26-12-2009 Hitnotering: (Week 11) 23-01-2010 Hitnotering: (Week 12 t/m 15) 13-02-2010 t/m 06-03-2010 Hitnotering: (Week 16 t/m 19) 10-04-2010 t/m 01-05-2010 | Hitnotering: (Week 1 t/m 7) 14-03-2009 t/m 25-04-2009 Hitnotering: (Week 8) 09-05-2009 Hitnotering: (Week 9) 23-05-2009 Hitnotering: (Week 10) 26-12-2009 Hitnotering: (Week 11) 23-01-2010 Hitnotering: (Week 12 t/m 15) 13-02-2010 t/m 06-03-2010 Hitnotering: (Week 16 t/m 19) 10-04-2010 t/m 01-05-2010 | Hitnotering: (Week 1 t/m 7) 14-03-2009 t/m 25-04-2009 Hitnotering: (Week 8) 09-05-2009 Hitnotering: (Week 9) 23-05-2009 Hitnotering: (Week 10) 26-12-2009 Hitnotering: (Week 11) 23-01-2010 Hitnotering: (Week 12 t/m 15) 13-02-2010 t/m 06-03-2010 Hitnotering: (Week 16 t/m 19) 10-04-2010 t/m 01-05-2010 | Hitnotering: (Week 1 t/m 7) 14-03-2009 t/m 25-04-2009 Hitnotering: (Week 8) 09-05-2009 Hitnotering: (Week 9) 23-05-2009 Hitnotering: (Week 10) 26-12-2009 Hitnotering: (Week 11) 23-01-2010 Hitnotering: (Week 12 t/m 15) 13-02-2010 t/m 06-03-2010 Hitnotering: (Week 16 t/m 19) 10-04-2010 t/m 01-05-2010 | Hitnotering: (Week 1 t/m 7) 14-03-2009 t/m 25-04-2009 Hitnotering: (Week 8) 09-05-2009 Hitnotering: (Week 9) 23-05-2009 Hitnotering: (Week 10) 26-12-2009 Hitnotering: (Week 11) 23-01-2010 Hitnotering: (Week 12 t/m 15) 13-02-2010 t/m 06-03-2010 Hitnotering: (Week 16 t/m 19) 10-04-2010 t/m 01-05-2010 | Hitnotering: (Week 1 t/m 7) 14-03-2009 t/m 25-04-2009 Hitnotering: (Week 8) 09-05-2009 Hitnotering: (Week 9) 23-05-2009 Hitnotering: (Week 10) 26-12-2009 Hitnotering: (Week 11) 23-01-2010 Hitnotering: (Week 12 t/m 15) 13-02-2010 t/m 06-03-2010 Hitnotering: (Week 16 t/m 19) 10-04-2010 t/m 01-05-2010 | Hitnotering: (Week 1 t/m 7) 14-03-2009 t/m 25-04-2009 Hitnotering: (Week 8) 09-05-2009 Hitnotering: (Week 9) 23-05-2009 Hitnotering: (Week 10) 26-12-2009 Hitnotering: (Week 11) 23-01-2010 Hitnotering: (Week 12 t/m 15) 13-02-2010 t/m 06-03-2010 Hitnotering: (Week 16 t/m 19) 10-04-2010 t/m 01-05-2010 | Hitnotering: (Week 1 t/m 7) 14-03-2009 t/m 25-04-2009 Hitnotering: (Week 8) 09-05-2009 Hitnotering: (Week 9) 23-05-2009 Hitnotering: (Week 10) 26-12-2009 Hitnotering: (Week 11) 23-01-2010 Hitnotering: (Week 12 t/m 15) 13-02-2010 t/m 06-03-2010 Hitnotering: (Week 16 t/m 19) 10-04-2010 t/m 01-05-2010 | Hitnotering: (Week 1 t/m 7) 14-03-2009 t/m 25-04-2009 Hitnotering: (Week 8) 09-05-2009 Hitnotering: (Week 9) 23-05-2009 Hitnotering: (Week 10) 26-12-2009 Hitnotering: (Week 11) 23-01-2010 Hitnotering: (Week 12 t/m 15) 13-02-2010 t/m 06-03-2010 Hitnotering: (Week 16 t/m 19) 10-04-2010 t/m 01-05-2010 | Hitnotering: (Week 1 t/m 7) 14-03-2009 t/m 25-04-2009 Hitnotering: (Week 8) 09-05-2009 Hitnotering: (Week 9) 23-05-2009 Hitnotering: (Week 10) 26-12-2009 Hitnotering: (Week 11) 23-01-2010 Hitnotering: (Week 12 t/m 15) 13-02-2010 t/m 06-03-2010 Hitnotering: (Week 16 t/m 19) 10-04-2010 t/m 01-05-2010 | Hitnotering: (Week 1 t/m 7) 14-03-2009 t/m 25-04-2009 Hitnotering: (Week 8) 09-05-2009 Hitnotering: (Week 9) 23-05-2009 Hitnotering: (Week 10) 26-12-2009 Hitnotering: (Week 11) 23-01-2010 Hitnotering: (Week 12 t/m 15) 13-02-2010 t/m 06-03-2010 Hitnotering: (Week 16 t/m 19) 10-04-2010 t/m 01-05-2010 |
| Week: | 1 | 2 | 3 | 4 | 5 | 6 | 7 | | 8 | | 9 | | 10 | | 11 | | 12 | 13 | 14 |
| --- | --- | --- | --- | --- | --- | --- | --- | --- | --- | --- | --- | --- | --- | --- | --- | --- | --- | --- | --- |
| Positie: | 68 | 52 | 90 | 97 | 75 | 57 | 56 | uit | 81 | uit | 96 | uit | 99 | uit | 100 | uit | 62 | 85 | 80 |
| Week: | 15 | | 16 | 17 | 18 | 19 | | | | | | | | | | | | | |
| Positie: | 93 | uit | 83 | 60 | 66 | 93 | uit | | | | | | | | | | | | |

## Taylor's version
Fearless (Taylor's Version) is het eerste album dat de Amerikaanse zangeres Taylor Swift opnieuw heeft opgenomen. Het werd op 9 april 2021 uitgebracht bij Republic Records. Het album bevat enerzijds de negentien nummers die op de Platinum editie van Fearless stonden en Swifts bijdrage aan de Valentine's Day soundtrack, "Today Was a Fairytale". Deze nummers zijn opnieuw door Swift en haar team opgenomen. Daarnaast bevat het album zes nummers die Swift schreef voor het album, maar de uiteindelijke selectie niet haalden.

### Achtergrond
Nadat Swift de platenmaatschappij waar ze haar eerste zes albums had uitgebracht verliet, raakte ze verwikkeld in een conflict over haar masteropnames. Swift wilde deze graag zelf bezitten, maar ging niet akkoord met de voorwaarden waaronder dat moest gebeuren. Daarom werden de rechten van haar masteropnames doorverkocht aan Scooter Braun. Swift uitte dat ze extreem ongelukkig was met deze situatie omdat Braun haar jarenlang getreiterd zou hebben. In augustus 2019 kondigde ze aan dat ze vanwege deze situatie haar eerste zes albums opnieuw zou opnemen zodat ze zelf de rechten over haar masteropnames in handen kreeg.
In februari 2021 kondigde Swift aan dat ze haar eerste opnieuw opgenomen album zou uitbrengen. Dit zou een nieuwe versie van Fearless zijn, genaamd Fearless (Taylor's Version). Swift verklaarde dat ze blij was dat ze door het opnieuw uitbrengen van het album een stukje van haar jeugd opnieuw kon beleven met haar fans.  De nieuwe versie van Fearless zou niet alleen de originele nummers van Fearless bevatten, maar zou ook zes nieuwe nummers bevatten die Swift schreef tussen haar zestiende en achttiende. Uit een hint in Swifts aankondiging kon worden afgeleid dat het album op 9 april zou uitkomen.
Ter promotie bracht Swift tegelijk met haar aankondiging van Fearless (Taylor's Version) ook de eerste single van het nieuw opgenomen album uit. Dit was "Love Story (Taylor's Version)". Op 26 maart 2021 kwam een tweede single uit. Dit was een van de nieuwe liedjes op het album, namelijk "You All Over Me". Maren Morris zong mee op deze single. Tegelijkertijd kwam ook een remix van "Love Story (Taylor's Version)" uit. Een paar dagen voor het uitbrengen van het album bracht Swift een derde single uit, "Mr. Perfectly Fine".

### Ontvangst
Fearless (Taylor's Version) werd positief ontvangen. Volgens Metacritic, een website die albums een score van 0 tot 100 toekent op basis van alle (professionele) recensies, werd het album 17 gerecenseerd en kreeg het een gemiddelde score van 82. Dat is hoger dan het originele album dat een score van 73 kreeg. Volgens recensenten blijft de heropname dicht bij het originele album, maar is de productie rijker en klinkt Swifts nu volwassen stem beter op Fearless (Taylor's Version). Daarnaast gaf The Guardian Swift complimenten over de inhoud van Fearless. Zelfs 13 jaar nadat het album voor het eerst uitkwam, vond hun recensent de liedjes nog steeds goed en herkenbaar. De Los Angeles Times was minder enthousiast. Zij schreven dat ze de heropname goed in Swifts straatje van nostalgie vonden passen, maar dat onder die nostalgie en de nadruk op de rechten van artiesten ook een duidelijk commercieel doel zat verstopt.
Ook in Nederland en Vlaanderen werd Fearless (Taylor's Version) goed ontvangen. Het Nieuwsblad schreef dat de nieuwe versie van Fearless beter was dan het origineel. Trouw benadrukte net als Amerikaanse media de minimale verschillen tussen de heropname en originele versie en complimenteerde Swifts stem op het album. Volgens de krant was de heropname "een geslaagde wraakoefening" voor Swift. De Telegraaf merkte de minimale verschillen ook op, maar beschouwde dit niet als iets positiefs. Volgens de krant is Fearless een tienerplaat die veel beter aankomt wanneer de nummers gezongen worden door een tiener in plaats van een dertiger. Muziekkrant OOR vond het opnieuw opgenomen gedeelte van Fearless (Taylor's Version) niet interessant als nieuwe muziek, maar was wel te spreken over de nieuwe nummers op het album. Deze lieten volgens de krant zien waar Swifts huidige stijl en schrijfkunst vandaan komt.

#### Verkoop
Fearless (Taylor's Version) werd op de dag dat het werd uitgebracht 50 miljoen keer gestreamd op Spotify, wat het op dat moment het meest beluisterde album van 2021 maakte. Veertien van de 26 nummers bereikten de Billboard Global 200. Acht van die nummers bereikten de top 100. In de Verenigde Staten verkocht Swift bijna 180.000 exemplaren van Fearless (Taylor's Version) in de eerste week en werd 143 miljoen keer gestreamd. Daardoor bereikte het album de top van de Billboard 200. Het was het eerste opnieuw opgenomen album dat deze positie bereikte. Daarnaast was het Swifts negende album dat de eerste plek behaalde in de Billboard 200 en werd Swift door deze prestatie de eerste vrouw die drie nummer-1 albums binnen een jaar had in de Verenigde Staten.
Ook in andere Angelsaksische landen, zoals Australië, Nieuw-Zeeland en het Verenigd Koninkrijk, bereikte Fearless (Taylor's Version) de top van de hitlijsten. Daarmee brak ze verschillende records. Zo brak Swift in Australië opnieuw het record voor de kortste tijd tussen twee nummber-1 albums en in het Verenigd Koninkrijk werd Swift de eerste vrouwelijke artiest die zeven nummber-1 albums had in de 21ste eeuw. In verschillende Europese landen, waaronder Nederland en Vlaanderen, bereikte Fearless (Taylor's Version) de top 10 van de hitlijsten. In Nederland piekte het album op de tweede plek, maar verdween na drie weken alweer uit de Album Top 100.

### Tracklist
Standaardeditie

| 1.                  | Fearless                           | Taylor Swift, Liz Rose, Hillary Lindsey             | Swift, Christopher Rowe | 4:01 |
| 2.                  | Fifteen                            | Swift                                               | Swift, Rowe             | 4:54 |
| 3.                  | Love Story                         | Swift                                               | Swift, Rowe             | 3:55 |
| 4.                  | Hey Stephen                        | Swift                                               | Swift, Rowe             | 4:14 |
| 5.                  | White Horse                        | Swift, Rose                                         | Swift, Rowe             | 3:54 |
| 6.                  | You Belong with Me                 | Swift, Rose                                         | Swift, Rowe             | 3:51 |
| 7.                  | Breathe (met Colbie Caillat)       | Swift, Caillat                                      | Swift, Rowe             | 4:23 |
| 8.                  | Tell Me Why                        | Swift, Rose                                         | Swift, Rowe             | 3:20 |
| 9.                  | You're Not Sorry                   | Swift                                               | Swift, Rowe             | 4:21 |
| 10.                 | The Way I Loved You                | Swift, John Rich                                    | Swift, Rowe             | 4:03 |
| 11.                 | Forever & Always                   | Swift                                               |                         | 3:45 |
| 12.                 | The Best Day                       | Swift                                               | Swift, Rowe             | 4:05 |
| 13.                 | Change                             | Swift                                               | Swift, Rowe             | 4:39 |
| 14.                 | Jump Then Fall                     | Swift                                               | Swift, Rowe             | 3:57 |
| 15.                 | Untouchable                        | Swift, Cary Barlowe, Nathan Barlow, Tommy Lee James | Swift, Rowe             | 5:12 |
| 16.                 | Forever & Always (Piano version)   | Swift                                               | Swift, Rowe             | 4:27 |
| 17.                 | Come In with the Rain              | Swift, Rose                                         | Swift, Rowe             | 3:57 |
| 18.                 | Superstar                          | Swift, Rose                                         | Swift, Rowe             | 4:23 |
| 19.                 | The Other Side of the Door         | Swift, Rose                                         | Swift, Rowe             | 3:58 |
| 20.                 | Today Was a Fairytale              | Swift                                               | Swift, Rowe             | 4:01 |
| 21.                 | You All Over Me (met Maren Morris) | Swift, Scooter Carusoe                              | Swift, Aaron Dessner    | 3:40 |
| 22.                 | Mr. Perfectly Fine                 | Swift                                               | Swift, Jack Antonoff    | 4:37 |
| 23.                 | We Were Happy                      | Swift, Rose                                         | Swift, Dessner          | 4:04 |
| 24.                 | That's When (met Keith Urban)      | Swift, Brad Warren, Brett Warren                    | Swift, Antonoff         | 3:09 |
| 25.                 | Don't You                          | Swift, James                                        | Swift, Antonoff         | 3:28 |
| 26.                 | Bye Bye Baby                       | Swift, Rose                                         | Swift, Antonoff         | 4:02 |
| Totale duur: 106:20 |                                    |                                                     |                         |      |

Deluxe editie

| 27.                 | Love Story (Elvira remix) | Swift | Swift, Rowe, Elvira Anderfjärd | 3:53 |
| Totale duur: 110:13 |                           |       |                                |      |

### Hitnoteringen

#### NederlandseAlbum Top 100
| Hitnotering: (Week 1 t/m 3) 17-04-2021 t/m 01-05-2021 Hitnotering: (Week 4) 09-10-2021 | Hitnotering: (Week 1 t/m 3) 17-04-2021 t/m 01-05-2021 Hitnotering: (Week 4) 09-10-2021 | Hitnotering: (Week 1 t/m 3) 17-04-2021 t/m 01-05-2021 Hitnotering: (Week 4) 09-10-2021 | Hitnotering: (Week 1 t/m 3) 17-04-2021 t/m 01-05-2021 Hitnotering: (Week 4) 09-10-2021 | Hitnotering: (Week 1 t/m 3) 17-04-2021 t/m 01-05-2021 Hitnotering: (Week 4) 09-10-2021 | Hitnotering: (Week 1 t/m 3) 17-04-2021 t/m 01-05-2021 Hitnotering: (Week 4) 09-10-2021 | Hitnotering: (Week 1 t/m 3) 17-04-2021 t/m 01-05-2021 Hitnotering: (Week 4) 09-10-2021 |
| Week:                                                                                  | 1                                                                                      | 2                                                                                      | 3                                                                                      |                                                                                        | 4                                                                                      |                                                                                        |
| -------------------------------------------------------------------------------------- | -------------------------------------------------------------------------------------- | -------------------------------------------------------------------------------------- | -------------------------------------------------------------------------------------- | -------------------------------------------------------------------------------------- | -------------------------------------------------------------------------------------- | -------------------------------------------------------------------------------------- |
| Positie:                                                                               | 2                                                                                      | 26                                                                                     | 66                                                                                     | uit                                                                                    | 26                                                                                     | uit                                                                                    |

#### VlaamseUltratop 200 Albums
| Hitnotering: (Week 1 t/m 8) 17-04-2021 t/m 05-06-2021 Hitnotering: (Week 9 t/m 11) 19-06-2021 t/m 03-07-2021 Hitnotering: (Week 12) 17-07-2021 Hitnotering: (Week 13) 14-08-2021 Hitnotering: (Week 14 t/m 15) 09-10-2021 t/m 16-10-2021 Hitnotering: (Week 16 t/m 17) 30-10-2021 t/m 06-11-2021 Hitnotering: (Week 18 t/m 20) 20-11-2021 t/m 04-12-2021 Hitnotering: (Week 21 t/m 22) 25-12-2021 t/m 01-01-2022 Hitnotering: (Week 23) 03-12-2022 Hitnotering: (Week 24) 01-04-2023 Hitnotering: (Week 25) 15-04-2023 | Hitnotering: (Week 1 t/m 8) 17-04-2021 t/m 05-06-2021 Hitnotering: (Week 9 t/m 11) 19-06-2021 t/m 03-07-2021 Hitnotering: (Week 12) 17-07-2021 Hitnotering: (Week 13) 14-08-2021 Hitnotering: (Week 14 t/m 15) 09-10-2021 t/m 16-10-2021 Hitnotering: (Week 16 t/m 17) 30-10-2021 t/m 06-11-2021 Hitnotering: (Week 18 t/m 20) 20-11-2021 t/m 04-12-2021 Hitnotering: (Week 21 t/m 22) 25-12-2021 t/m 01-01-2022 Hitnotering: (Week 23) 03-12-2022 Hitnotering: (Week 24) 01-04-2023 Hitnotering: (Week 25) 15-04-2023 | Hitnotering: (Week 1 t/m 8) 17-04-2021 t/m 05-06-2021 Hitnotering: (Week 9 t/m 11) 19-06-2021 t/m 03-07-2021 Hitnotering: (Week 12) 17-07-2021 Hitnotering: (Week 13) 14-08-2021 Hitnotering: (Week 14 t/m 15) 09-10-2021 t/m 16-10-2021 Hitnotering: (Week 16 t/m 17) 30-10-2021 t/m 06-11-2021 Hitnotering: (Week 18 t/m 20) 20-11-2021 t/m 04-12-2021 Hitnotering: (Week 21 t/m 22) 25-12-2021 t/m 01-01-2022 Hitnotering: (Week 23) 03-12-2022 Hitnotering: (Week 24) 01-04-2023 Hitnotering: (Week 25) 15-04-2023 | Hitnotering: (Week 1 t/m 8) 17-04-2021 t/m 05-06-2021 Hitnotering: (Week 9 t/m 11) 19-06-2021 t/m 03-07-2021 Hitnotering: (Week 12) 17-07-2021 Hitnotering: (Week 13) 14-08-2021 Hitnotering: (Week 14 t/m 15) 09-10-2021 t/m 16-10-2021 Hitnotering: (Week 16 t/m 17) 30-10-2021 t/m 06-11-2021 Hitnotering: (Week 18 t/m 20) 20-11-2021 t/m 04-12-2021 Hitnotering: (Week 21 t/m 22) 25-12-2021 t/m 01-01-2022 Hitnotering: (Week 23) 03-12-2022 Hitnotering: (Week 24) 01-04-2023 Hitnotering: (Week 25) 15-04-2023 | Hitnotering: (Week 1 t/m 8) 17-04-2021 t/m 05-06-2021 Hitnotering: (Week 9 t/m 11) 19-06-2021 t/m 03-07-2021 Hitnotering: (Week 12) 17-07-2021 Hitnotering: (Week 13) 14-08-2021 Hitnotering: (Week 14 t/m 15) 09-10-2021 t/m 16-10-2021 Hitnotering: (Week 16 t/m 17) 30-10-2021 t/m 06-11-2021 Hitnotering: (Week 18 t/m 20) 20-11-2021 t/m 04-12-2021 Hitnotering: (Week 21 t/m 22) 25-12-2021 t/m 01-01-2022 Hitnotering: (Week 23) 03-12-2022 Hitnotering: (Week 24) 01-04-2023 Hitnotering: (Week 25) 15-04-2023 | Hitnotering: (Week 1 t/m 8) 17-04-2021 t/m 05-06-2021 Hitnotering: (Week 9 t/m 11) 19-06-2021 t/m 03-07-2021 Hitnotering: (Week 12) 17-07-2021 Hitnotering: (Week 13) 14-08-2021 Hitnotering: (Week 14 t/m 15) 09-10-2021 t/m 16-10-2021 Hitnotering: (Week 16 t/m 17) 30-10-2021 t/m 06-11-2021 Hitnotering: (Week 18 t/m 20) 20-11-2021 t/m 04-12-2021 Hitnotering: (Week 21 t/m 22) 25-12-2021 t/m 01-01-2022 Hitnotering: (Week 23) 03-12-2022 Hitnotering: (Week 24) 01-04-2023 Hitnotering: (Week 25) 15-04-2023 | Hitnotering: (Week 1 t/m 8) 17-04-2021 t/m 05-06-2021 Hitnotering: (Week 9 t/m 11) 19-06-2021 t/m 03-07-2021 Hitnotering: (Week 12) 17-07-2021 Hitnotering: (Week 13) 14-08-2021 Hitnotering: (Week 14 t/m 15) 09-10-2021 t/m 16-10-2021 Hitnotering: (Week 16 t/m 17) 30-10-2021 t/m 06-11-2021 Hitnotering: (Week 18 t/m 20) 20-11-2021 t/m 04-12-2021 Hitnotering: (Week 21 t/m 22) 25-12-2021 t/m 01-01-2022 Hitnotering: (Week 23) 03-12-2022 Hitnotering: (Week 24) 01-04-2023 Hitnotering: (Week 25) 15-04-2023 | Hitnotering: (Week 1 t/m 8) 17-04-2021 t/m 05-06-2021 Hitnotering: (Week 9 t/m 11) 19-06-2021 t/m 03-07-2021 Hitnotering: (Week 12) 17-07-2021 Hitnotering: (Week 13) 14-08-2021 Hitnotering: (Week 14 t/m 15) 09-10-2021 t/m 16-10-2021 Hitnotering: (Week 16 t/m 17) 30-10-2021 t/m 06-11-2021 Hitnotering: (Week 18 t/m 20) 20-11-2021 t/m 04-12-2021 Hitnotering: (Week 21 t/m 22) 25-12-2021 t/m 01-01-2022 Hitnotering: (Week 23) 03-12-2022 Hitnotering: (Week 24) 01-04-2023 Hitnotering: (Week 25) 15-04-2023 | Hitnotering: (Week 1 t/m 8) 17-04-2021 t/m 05-06-2021 Hitnotering: (Week 9 t/m 11) 19-06-2021 t/m 03-07-2021 Hitnotering: (Week 12) 17-07-2021 Hitnotering: (Week 13) 14-08-2021 Hitnotering: (Week 14 t/m 15) 09-10-2021 t/m 16-10-2021 Hitnotering: (Week 16 t/m 17) 30-10-2021 t/m 06-11-2021 Hitnotering: (Week 18 t/m 20) 20-11-2021 t/m 04-12-2021 Hitnotering: (Week 21 t/m 22) 25-12-2021 t/m 01-01-2022 Hitnotering: (Week 23) 03-12-2022 Hitnotering: (Week 24) 01-04-2023 Hitnotering: (Week 25) 15-04-2023 | Hitnotering: (Week 1 t/m 8) 17-04-2021 t/m 05-06-2021 Hitnotering: (Week 9 t/m 11) 19-06-2021 t/m 03-07-2021 Hitnotering: (Week 12) 17-07-2021 Hitnotering: (Week 13) 14-08-2021 Hitnotering: (Week 14 t/m 15) 09-10-2021 t/m 16-10-2021 Hitnotering: (Week 16 t/m 17) 30-10-2021 t/m 06-11-2021 Hitnotering: (Week 18 t/m 20) 20-11-2021 t/m 04-12-2021 Hitnotering: (Week 21 t/m 22) 25-12-2021 t/m 01-01-2022 Hitnotering: (Week 23) 03-12-2022 Hitnotering: (Week 24) 01-04-2023 Hitnotering: (Week 25) 15-04-2023 | Hitnotering: (Week 1 t/m 8) 17-04-2021 t/m 05-06-2021 Hitnotering: (Week 9 t/m 11) 19-06-2021 t/m 03-07-2021 Hitnotering: (Week 12) 17-07-2021 Hitnotering: (Week 13) 14-08-2021 Hitnotering: (Week 14 t/m 15) 09-10-2021 t/m 16-10-2021 Hitnotering: (Week 16 t/m 17) 30-10-2021 t/m 06-11-2021 Hitnotering: (Week 18 t/m 20) 20-11-2021 t/m 04-12-2021 Hitnotering: (Week 21 t/m 22) 25-12-2021 t/m 01-01-2022 Hitnotering: (Week 23) 03-12-2022 Hitnotering: (Week 24) 01-04-2023 Hitnotering: (Week 25) 15-04-2023 | Hitnotering: (Week 1 t/m 8) 17-04-2021 t/m 05-06-2021 Hitnotering: (Week 9 t/m 11) 19-06-2021 t/m 03-07-2021 Hitnotering: (Week 12) 17-07-2021 Hitnotering: (Week 13) 14-08-2021 Hitnotering: (Week 14 t/m 15) 09-10-2021 t/m 16-10-2021 Hitnotering: (Week 16 t/m 17) 30-10-2021 t/m 06-11-2021 Hitnotering: (Week 18 t/m 20) 20-11-2021 t/m 04-12-2021 Hitnotering: (Week 21 t/m 22) 25-12-2021 t/m 01-01-2022 Hitnotering: (Week 23) 03-12-2022 Hitnotering: (Week 24) 01-04-2023 Hitnotering: (Week 25) 15-04-2023 | Hitnotering: (Week 1 t/m 8) 17-04-2021 t/m 05-06-2021 Hitnotering: (Week 9 t/m 11) 19-06-2021 t/m 03-07-2021 Hitnotering: (Week 12) 17-07-2021 Hitnotering: (Week 13) 14-08-2021 Hitnotering: (Week 14 t/m 15) 09-10-2021 t/m 16-10-2021 Hitnotering: (Week 16 t/m 17) 30-10-2021 t/m 06-11-2021 Hitnotering: (Week 18 t/m 20) 20-11-2021 t/m 04-12-2021 Hitnotering: (Week 21 t/m 22) 25-12-2021 t/m 01-01-2022 Hitnotering: (Week 23) 03-12-2022 Hitnotering: (Week 24) 01-04-2023 Hitnotering: (Week 25) 15-04-2023 | Hitnotering: (Week 1 t/m 8) 17-04-2021 t/m 05-06-2021 Hitnotering: (Week 9 t/m 11) 19-06-2021 t/m 03-07-2021 Hitnotering: (Week 12) 17-07-2021 Hitnotering: (Week 13) 14-08-2021 Hitnotering: (Week 14 t/m 15) 09-10-2021 t/m 16-10-2021 Hitnotering: (Week 16 t/m 17) 30-10-2021 t/m 06-11-2021 Hitnotering: (Week 18 t/m 20) 20-11-2021 t/m 04-12-2021 Hitnotering: (Week 21 t/m 22) 25-12-2021 t/m 01-01-2022 Hitnotering: (Week 23) 03-12-2022 Hitnotering: (Week 24) 01-04-2023 Hitnotering: (Week 25) 15-04-2023 | Hitnotering: (Week 1 t/m 8) 17-04-2021 t/m 05-06-2021 Hitnotering: (Week 9 t/m 11) 19-06-2021 t/m 03-07-2021 Hitnotering: (Week 12) 17-07-2021 Hitnotering: (Week 13) 14-08-2021 Hitnotering: (Week 14 t/m 15) 09-10-2021 t/m 16-10-2021 Hitnotering: (Week 16 t/m 17) 30-10-2021 t/m 06-11-2021 Hitnotering: (Week 18 t/m 20) 20-11-2021 t/m 04-12-2021 Hitnotering: (Week 21 t/m 22) 25-12-2021 t/m 01-01-2022 Hitnotering: (Week 23) 03-12-2022 Hitnotering: (Week 24) 01-04-2023 Hitnotering: (Week 25) 15-04-2023 | Hitnotering: (Week 1 t/m 8) 17-04-2021 t/m 05-06-2021 Hitnotering: (Week 9 t/m 11) 19-06-2021 t/m 03-07-2021 Hitnotering: (Week 12) 17-07-2021 Hitnotering: (Week 13) 14-08-2021 Hitnotering: (Week 14 t/m 15) 09-10-2021 t/m 16-10-2021 Hitnotering: (Week 16 t/m 17) 30-10-2021 t/m 06-11-2021 Hitnotering: (Week 18 t/m 20) 20-11-2021 t/m 04-12-2021 Hitnotering: (Week 21 t/m 22) 25-12-2021 t/m 01-01-2022 Hitnotering: (Week 23) 03-12-2022 Hitnotering: (Week 24) 01-04-2023 Hitnotering: (Week 25) 15-04-2023 | Hitnotering: (Week 1 t/m 8) 17-04-2021 t/m 05-06-2021 Hitnotering: (Week 9 t/m 11) 19-06-2021 t/m 03-07-2021 Hitnotering: (Week 12) 17-07-2021 Hitnotering: (Week 13) 14-08-2021 Hitnotering: (Week 14 t/m 15) 09-10-2021 t/m 16-10-2021 Hitnotering: (Week 16 t/m 17) 30-10-2021 t/m 06-11-2021 Hitnotering: (Week 18 t/m 20) 20-11-2021 t/m 04-12-2021 Hitnotering: (Week 21 t/m 22) 25-12-2021 t/m 01-01-2022 Hitnotering: (Week 23) 03-12-2022 Hitnotering: (Week 24) 01-04-2023 Hitnotering: (Week 25) 15-04-2023 | Hitnotering: (Week 1 t/m 8) 17-04-2021 t/m 05-06-2021 Hitnotering: (Week 9 t/m 11) 19-06-2021 t/m 03-07-2021 Hitnotering: (Week 12) 17-07-2021 Hitnotering: (Week 13) 14-08-2021 Hitnotering: (Week 14 t/m 15) 09-10-2021 t/m 16-10-2021 Hitnotering: (Week 16 t/m 17) 30-10-2021 t/m 06-11-2021 Hitnotering: (Week 18 t/m 20) 20-11-2021 t/m 04-12-2021 Hitnotering: (Week 21 t/m 22) 25-12-2021 t/m 01-01-2022 Hitnotering: (Week 23) 03-12-2022 Hitnotering: (Week 24) 01-04-2023 Hitnotering: (Week 25) 15-04-2023 | Hitnotering: (Week 1 t/m 8) 17-04-2021 t/m 05-06-2021 Hitnotering: (Week 9 t/m 11) 19-06-2021 t/m 03-07-2021 Hitnotering: (Week 12) 17-07-2021 Hitnotering: (Week 13) 14-08-2021 Hitnotering: (Week 14 t/m 15) 09-10-2021 t/m 16-10-2021 Hitnotering: (Week 16 t/m 17) 30-10-2021 t/m 06-11-2021 Hitnotering: (Week 18 t/m 20) 20-11-2021 t/m 04-12-2021 Hitnotering: (Week 21 t/m 22) 25-12-2021 t/m 01-01-2022 Hitnotering: (Week 23) 03-12-2022 Hitnotering: (Week 24) 01-04-2023 Hitnotering: (Week 25) 15-04-2023 | Hitnotering: (Week 1 t/m 8) 17-04-2021 t/m 05-06-2021 Hitnotering: (Week 9 t/m 11) 19-06-2021 t/m 03-07-2021 Hitnotering: (Week 12) 17-07-2021 Hitnotering: (Week 13) 14-08-2021 Hitnotering: (Week 14 t/m 15) 09-10-2021 t/m 16-10-2021 Hitnotering: (Week 16 t/m 17) 30-10-2021 t/m 06-11-2021 Hitnotering: (Week 18 t/m 20) 20-11-2021 t/m 04-12-2021 Hitnotering: (Week 21 t/m 22) 25-12-2021 t/m 01-01-2022 Hitnotering: (Week 23) 03-12-2022 Hitnotering: (Week 24) 01-04-2023 Hitnotering: (Week 25) 15-04-2023 | Hitnotering: (Week 1 t/m 8) 17-04-2021 t/m 05-06-2021 Hitnotering: (Week 9 t/m 11) 19-06-2021 t/m 03-07-2021 Hitnotering: (Week 12) 17-07-2021 Hitnotering: (Week 13) 14-08-2021 Hitnotering: (Week 14 t/m 15) 09-10-2021 t/m 16-10-2021 Hitnotering: (Week 16 t/m 17) 30-10-2021 t/m 06-11-2021 Hitnotering: (Week 18 t/m 20) 20-11-2021 t/m 04-12-2021 Hitnotering: (Week 21 t/m 22) 25-12-2021 t/m 01-01-2022 Hitnotering: (Week 23) 03-12-2022 Hitnotering: (Week 24) 01-04-2023 Hitnotering: (Week 25) 15-04-2023 |
| Week: | 1 | 2 | 3 | 4 | 5 | 6 | 7 | 8 | | 9 | 10 | 11 | | 12 | | 13 | | 14 | 15 | |
| --- | --- | --- | --- | --- | --- | --- | --- | --- | --- | --- | --- | --- | --- | --- | --- | --- | --- | --- | --- | --- |
| Positie: | 3 | 9 | 28 | 52 | 77 | 103 | 122 | 193 | uit | 183 | 187 | 191 | uit | 194 | uit | 199 | uit | 16 | 104 | uit |
| Week: | 16 | 17 | | 18 | 19 | 20 | | 21 | 22 | | 23 | | 24 | | 25 | 26 | 27 | 28 | 29 | 30 |
| Positie: | 149 | 137 | uit | 89 | 156 | 193 | uit | 170 | 162 | uit | 160 | uit | 155 | uit | 148 | 152 | 160 | 162 | 125 | 92 |
| Week: | 31 | 32 | 33 | 34 | 35 | 36 | 37 | 38 | 39 | 40 | 41 | 42 | 43 | 44 | 45 | 46 | 47 | 48 | 49 | 50 |
| Positie: | 111 | 137 | 118 | 128 | 79 | 64 | 89 | 92 | 61 | 84 | 67 | 77 | 46 | 63 | 64 | 65 | 93 | 91 | 119 | 85 |